# Scharpau (Danzig)
Koordinaten: 54° 15′ 50″ N, 19° 4′ 13″ O
Die Scharpau war ein ehemaliges Amt des Deutschen Ordens, das von 1530 bis 1793 zum Gebiet der Stadt Danzig kam. Von 1874 bis 1920 bestanden dort die Amtsbezirke Obere Scharpau  und Niedere Scharpau im Landkreis Marienburg in Westpreußen.

## Lage
Die Scharpau nahm den nördlichen Teil des Großen Marienburger Werders ein. Die Nordgrenze wurde von der Elbinger Weichsel (polnisch Szkarpawa) gebildet, deren polnischer Name sich von der Scharpau ableitet. Der Amtsbezirk Obere Scharpau ist der westliche Teil, der Amtsbezirk Niedere Scharpau ist der östliche Teil.

## Geschichte

### Deutscher Orden und Stadt Danzig
Die Scharpau war das Fischamt des Deutschen Ordens. Es kam 1454 mit Königlich Preußen vom Deutschordensstaat an das Königreich Polen und wurde drei Jahre später von König Kasimir IV. an die Stadt Danzig verpfändet. Es ging später in den Besitz des Bischofs des Ermlands über, von dem es wiederum die Stadt Danzig 1530 erwarb.
Mit der zweiten Polnischen Teilung wurde die Scharpau 1793 von Preußen annektiert. Es war das einzige der ehemaligen Danziger Gebiete, das 1807 nicht zur Republik Danzig kam.

### Preußische Amtsbezirke
Am 1. Januar 1874 wurde die Kreisordnung für die Provinz Preußen eingeführt, diese wurde vier Jahre später wieder in die Provinzen Ost- und Westpreußen geteilt. Am 25. April 1874 wurde der Amtsbezirk Ober-Scharpau aus zehn Landgemeinden und dem Gutsbezirk Küchwerder gebildet. Für sechs Jahre war der Hofbesitzer Erdmann Schmidt in Jankendorf Amtsvorsteher des Bezirks. Vor 1881 erfolgte die Umbenennung in Obere Scharpau. Die Zahl der Landgemeinden wurde in den 1890er Jahren auf acht verringert.
Der Amtsbezirk Nieder-Scharpau, später Niedere Scharpau wurde zur selben Zeit aus sechs Landgemeinden gebildet. Martin Dengel, Hofbesitzer in Hollm (später Holm), war für sechs Jahre der erste Amtsvorsteher. Die Zahl der Landgemeinden wurde bis 1908 auf zwei verringert.
Der Amtsbezirk wurde gemäß den Bestimmungen des Friedensvertrags von Versailles am 10. Januar 1920 an die Freie Stadt Danzig abgetreten. Das Gebiet kam dort zum Landkreis Großes Werder (bis 1920 Landkreis Großer Werder). In der Folge des Zweiten Weltkriegs kam das Gebiet 1945 an die Republik Polen. Die Orte gehören heute zur Landgemeinde Stegna im Powiat Nowodworski der Woiwodschaft Pommern.

## Dörfer der Scharpau

### Landgemeinden des Amtsbezirks Obere Scharpau
- Altebabke (Stare Babki)
- Beiershorst (Wybicko)
- Groß Brunau, 1891 Brunau (Bronowo)
- Jankendorf (Jankowo)
- Kalteherberge (Świerznica)
- Klein Brunau (Broniewo), 1891 zu Groß Brunau
- Rehwalde (Gaik)
- Scharpau (Szkarpawa)
- Schwentenkampe, 1894 zu Beiershorst
- Susewald, 1894 zu Beiershorst
- Gutsbezirk Küchwerder, 1908 Landgemeinde (Wiśniówka)

### Landgemeinden des Amtsbezirks Niedere Scharpau
- Hinterthor, 1894 zu Holm
- Hollm/Holm (Chełmek Osada)
- Hornkampe, vor 1908 zu Grenzdorf B
- Lakenwalde, vor 1908 zu Kalteherberge
- Neuenort, 1894 zu Holm
- Tiegenort (Tujsk)